# Cortes de Alcalá
Cortes de Alcalá es la denominación historiográfica de las reuniones de las Cortes de Castilla que tuvieron lugar en la ciudad de Alcalá de Henares.
- Las Cortes de Alcalá de 1345.

- Especial importancia tuvieron las Cortes de Alcalá de 1348, donde se originó el Ordenamiento de Alcalá, una recopilación legislativa trascendental para la Historia del Derecho en España.

En una de esas dos reuniones de Cortes se originó el famoso dicho Por Castilla hablaré yo, atribuido al rey Alfonso XI, con el que zanjó la disputa de prelación entre los procuradores de Toledo y Burgos.
- Posteriormente hubo una convocatoria de Cortes cuyas reuniones tuvieron lugar en Madrid y Alcalá de Henares, conocidas como Cortes de Madrid-Alcalá de Henares de 1503 (véase también Cortes de Madrid).[1]